# Jill Haworth
Valerie Jill Haworth (Hove, 15 de agosto de 1945 – Manhattan, 3 de janeiro de 2011) foi uma atriz inglesa.

## Primeiros anos de vida
Haworth nasceu em Hove, Sussex, filha de um pai magnata do setor têxtil e de uma mãe que se formou como bailarina. Ela recebeu o nome Valerie Jill em homenagem ao dia em que nasceu, o Dia da Vitória sobre o Japão, conhecido como V.J. Day. Para escapar de um lar infeliz após a separação de seus pais em 1953, ela começou a ter aulas de balé na Sadler's Wells Ballet School. Mais tarde, frequentou a Corona Stage School.

## Filmografia

### Filmes
| Anos | Título                      | Personagem                     | Notas                                     |
| ---- | --------------------------- | ------------------------------ | ----------------------------------------- |
| 1959 | The 39 Steps                | Aluna no trem                  | Não creditado                             |
| 1960 | The Brides of Dracula       | Estudante                      | Não creditado                             |
| 1960 | Exodus                      | Karen                          |                                           |
| 1962 | The Mysteries of Paris      | Fleur de Marie                 |                                           |
| 1963 | Because, Because of a Woman | Cécilia                        |                                           |
| 1963 | Ton ombre est la mienne     | Sylvie 'Devi' Bergerat         |                                           |
| 1963 | The Cardinal                | Lalage Menton                  |                                           |
| 1965 | In Harm's Way               | Ensign Annalee Dohrn, NC, USNR |                                           |
| 1967 | It!                         | Ellen Grove                    |                                           |
| 1969 | The Haunted House of Horror | Sheila                         | Também conhecido: Horror House            |
| 1969 | The Ballad of Andy Crocker  | Karen                          | Filme para TV                             |
| 1972 | Tower of Evil               | Mason                          | Também conhecido:: Horror on Snape Island |
| 1972 | Home for the Holidays       | Joanna Morgan                  | Filme para TV                             |
| 1974 | The Mutations               | Lauren                         |                                           |
| 1981 | Strong Medicine             |                                |                                           |
| 1988 | Gandahar                    | Announcer                      | Voz                                       |
| 2001 | Mergers & Acquisitions      | Mrs. Richards                  |                                           |

### Televisão
| Ano     | Título               | Personagem                 | Notas                                |
| ------- | -------------------- | -------------------------- | ------------------------------------ |
| 1959    | ITV Play of the Week | Nonny Lawrence             | Episódio: "Touch Wood"               |
| 1963    | The Outer Limits     | Cathy Evans                | Episódio: "The Sixth Finger"         |
| 1965    | The Rogues           | Timothea Farley            | Episódio: "Mr. White's Christmas"    |
| 1965    | Burke's Law          | Ambrosia Mellon            | Episódio: "Who Killed the Card"      |
| 1965    | The Long, Hot Summer | Sharon                     | Episódio: "Home is a Needless Place" |
| 1964–65 | 12 O'Clock High      | Various                    | 4 episódios                          |
| 1965    | Run for Your Life    | Judy Collins               | Episódio: "The Savage Season"        |
| 1965    | Rawhide              | Vicki Woodruff             | Episódio: "Duel at Daybreak"         |
| 1965–73 | The F.B.I.           | Sue Meadows / Lynn Anslem  | 2 episódios                          |
| 1970    | The Most Deadly Game | Lydia Grey                 | Episódio: "Witches' Sabbath"         |
| 1971    | Mission: Impossible  | Enid Brugge / Marla Kassel | Episódio: "My Friend, My Enemy"      |
| 1971    | The Psychiatrist     |                            | Episódio: "The Longer Trail"         |
| 1976    | Baretta              | Ginger Correlli            | Episódio: "Under the City"           |
| 1979    | Vega$                | Lily Baker                 | Episódio: "The Eleventh Event"       |